# 中町 (厚木市)
中町（なかちょう）は、神奈川県厚木市に存在する町丁である。現行行政地名は、中町一丁目から四丁目。住居表示実施済区域。

## 地理
厚木市の町丁である中町は、当市内の市街地の中に位置する。厚木市役所が当町丁内（3丁目）に所在し、小田急小田原線本厚木駅も近くに位置する。周辺の他の町丁や大字では、南は泉町、東は厚木町、北は寿町、西は栄町や田村町とそれぞれ隣り合っている。なお本厚木駅の所在地は泉町である。

## 歴史
- 1981年、ダックシティ厚木が開店（後にイオン厚木店となる）。
- 1984年、厚木バスセンターが開設する。

## 世帯数と人口
2021年（令和3年）3月1日現在（厚木市発表）の世帯数と人口は以下の通りである。
| 丁目       | 世帯数 | 人口    |
| ---------- | ------ | ------- |
| 中町一丁目 |        | 692人   |
| 中町二丁目 |        | 1,222人 |
| 中町三丁目 |        | 987人   |
| 中町四丁目 |        | 1,071人 |
| 計         |        | 3,972人 |

### 人口の変遷
国勢調査による人口の推移。
| 年                 | 人口  |
| ------------------ | ----- |
| 1995年（平成7年）  | 1,214 |
| 2000年（平成12年） | 1,751 |
| 2005年（平成17年） | 2,520 |
| 2010年（平成22年） | 2,658 |
| 2015年（平成27年） | 3,748 |
| 2020年（令和2年）  | 3,953 |

### 世帯数の変遷
国勢調査による世帯数の推移。
| 年                 | 世帯数 |
| ------------------ | ------ |
| 1995年（平成7年）  | 586    |
| 2000年（平成12年） | 947    |
| 2005年（平成17年） | 1,394  |
| 2010年（平成22年） | 1,484  |
| 2015年（平成27年） | 2,160  |
| 2020年（令和2年）  | 2,211  |

## 学区
市立小・中学校に通う場合、学区は以下の通りとなる（2022年10月時点）。
| 丁目       | 番・番地等 | 小学校                 | 中学校             |
| ---------- | ---------- | ---------------------- | ------------------ |
| 中町一丁目 | 全域       | 厚木市立厚木小学校     | 厚木市立厚木中学校 |
| 中町二丁目 | 全域       | 厚木市立厚木小学校     | 厚木市立厚木中学校 |
| 中町三丁目 | 全域       | 厚木市立厚木小学校     | 厚木市立厚木中学校 |
| 中町四丁目 | 全域       | 厚木市立厚木第二小学校 | 厚木市立厚木中学校 |

## 事業所
2021年（令和3年）現在の経済センサス調査による事業所数と従業員数は以下の通りである。
| 丁目       | 事業所数    | 従業員数 |
| ---------- | ----------- | -------- |
| 中町一丁目 | 119事業所   | 1,451人  |
| 中町二丁目 | 398事業所   | 7,425人  |
| 中町三丁目 | 354事業所   | 6,212人  |
| 中町四丁目 | 261事業所   | 4,645人  |
| 計         | 1,132事業所 | 19,733人 |

### 事業者数の変遷
経済センサスによる事業所数の推移。
| 年                 | 事業者数 |
| ------------------ | -------- |
| 2016年（平成28年） | 1,241    |
| 2021年（令和3年）  | 1,132    |

### 従業員数の変遷
経済センサスによる従業員数の推移。
| 年                 | 従業員数 |
| ------------------ | -------- |
| 2016年（平成28年） | 21,043   |
| 2021年（令和3年）  | 19,733   |

## 交通
- 道路
  - 神奈川県道43号藤沢厚木線
  - 神奈川県道602号本厚木停車場線
  - 神奈川県道603号上粕屋厚木線

この内の602号は当町丁内を南北に貫きながら本厚木駅まで至っている。一方の43号（東方）と603号（西方）はいずれも当町と北隣の寿町との境沿いにそれぞれ直進に貫いている。この3つの県道は中町交差点で接している（602号と603号はいずれも同交差点で終点である）。
「厚木中町地下道線」が、平成5年度国土交通省手づくり郷土賞（出会いを演出する街角）受賞。	
- 路線バス
  - 全て神奈川中央交通の厚木営業所のバスが、当町丁内にある厚木バスセンターから発着し、県道602号で本厚木駅を廻り厚木市内などの各地域まで運行している（行き先などの詳細は厚木バスセンター#発着路線を参照）。

- 鉄道
  - 小田急小田原線の本厚木駅の所在地は泉町であるが、本町丁から徒歩でも近い距離にある。

## 周辺の施設

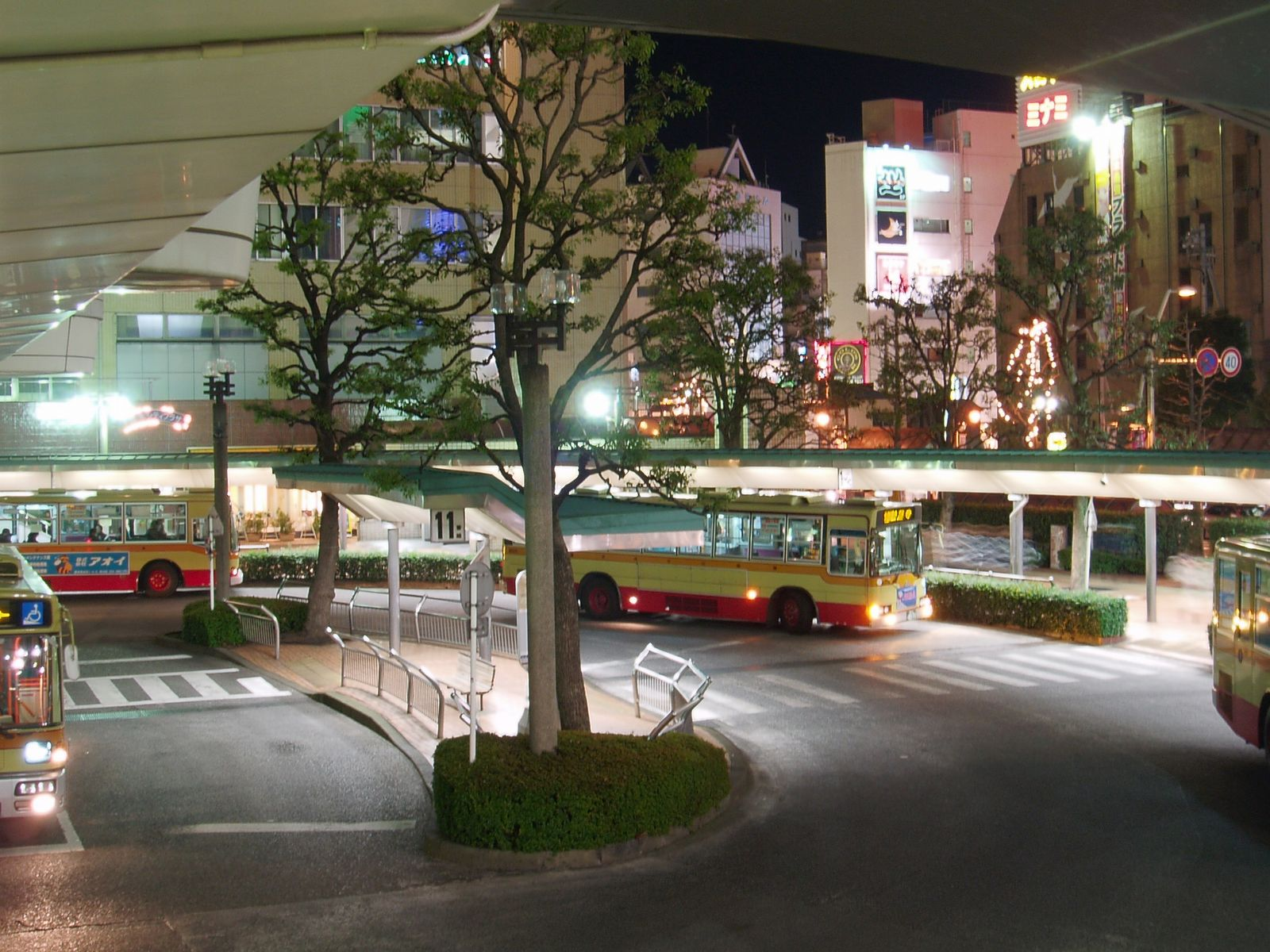
厚木バスセンター

1丁目
- 厚木バスセンター
- イオン厚木店
- 厚木市子ども科学館

2丁目
- 本厚木ミロード
- アミューあつぎ
- 三菱UFJ銀行 本厚木支店
- 三井住友銀行 厚木支店
- 横浜銀行 厚木支店
- アニメイト 本厚木店

3丁目
- 厚木市役所
- みずほ銀行 厚木支店
- 三井住友信託銀行 厚木支店

4丁目
- 業務スーパー 本厚木店